# Colore ma vie
Albums de Charles Aznavour
Insolitement vôtre
(2005) Duos
(2008)
Colore ma vie est le 47e album de l'auteur-compositeur-interprète, acteur, écrivain et diplomate français Charles Aznavour, sorti en 2007.

## Liste des titres
Toutes les chansons sont écrites et composées par Charles Aznavour.
| No  | Titre                                                      | Durée |
| --- | ---------------------------------------------------------- | ----- |
| 1.  | La terre meurt                                             | 4:17  |
| 2.  | Colore ma vie                                              | 3:47  |
| 3.  | Il y a des femmes                                          | 3:40  |
| 4.  | J'abdiquerai                                               | 4:04  |
| 5.  | Tendre Arménie                                             | 4:45  |
| 6.  | Avant, pendant, après                                      | 3:36  |
| 7.  | T'en souvient-il ?                                         | 4:12  |
| 8.  | Sans importance                                            | 3:23  |
| 9.  | Moi, je vis en banlieue                                    | 4:25  |
| 10. | Oui                                                        | 3:35  |
| 11. | Fado                                                       | 4:38  |
| 12. | La fête est finie                                          | 3:43  |
|     | 'Piste vidéo supplémentaire - Édition digipack "Opendisc"' |       |
|     | Colore ma vie - Histoire d'un album                        | 26:34 |